# 侯玉珠
侯玉珠（1963年3月7日—），福州永泰人，中国排球运动员，前中國女排隊主攻手，身高1.82米，以心理素質好，臨場發揮穩定見稱，擅長攔網、扣球。是中国女排20世纪80年代五連冠時的選手（参与了后三冠）。

## 生平
1977年进入福建省业余体校进行排球训练，1980年入选福建省女子排球队，1983年入选国家集训队。1984年参加第23届洛杉矶奥运会女子排球比赛，获得冠军，她与队友郑美珠并列成为福建第一位奥运冠军。随后跟随中国女排，参加了1985年的世界杯、1986年的世锦赛，分别获得冠军。1989年从国家队退役，现为福建省体育局青少年体育处处长。

## 主要成绩
- 1984年夏季奧林匹克運動會排球比賽冠军
- 1985年世界杯女子排球赛冠军
- 1986年世界女子排球锦标赛冠军
- 1988年夏季奧林匹克運動會排球比賽季军